# 483615 Martinmccarthy
483615 Martinmccarthy è un asteroide della fascia principale. Scoperto nel 2004, presenta un'orbita caratterizzata da un semiasse maggiore pari a 3,0204044 au e da un'eccentricità di 0,1053685, inclinata di 10,09772° rispetto all'eclittica.